# Parafia Matki Bożej Częstochowskiej w Krównikach
Parafia Matki Bożej Częstochowskiej w Krównikach – parafia rzymskokatolicka znajdująca się w archidiecezji przemyskiej w dekanacie Przemyśl III. 

## Historia
W 1946 roku w Krównikach została erygowana ekspozytura z wydzielonego terytorium parafii Przemyśl-Błonie i parafii Pikulice. Na kościół parafialny zaadaptowano dawną cerkiew. W 1966 roku do parafii przyłączono dzielnicę Przemyśla Sielec, a w 1969 roku przyłączono Łuczyce. W 2002 roku przyłączono Rożubowice z kościołem filialnym pw. Matki Bożej Różańcowej, które później wyłączono i utworzono samodzielny rektorat.
Na terenie parafii jest 1 120 wiernych (w tym: Krówniki – 573, Łuczyce – 297, Przemyśl-Sielec ul. Budowlanych, Młynarska, Ofiar Katynia część, Sielecka, Szkolna, Stawowa, Topolowa – 320).
Proboszczowie parafii:
1946–1964. ks. Franciszek Winnicki (ekspozyt).
1964–2002. ks. Władysław Krzyściak.
2002–2010. ks. Tadeusz Rząsa.
2010–2017. ks. Bogdan Kielar.
2017–2023. ks. Stanisław Bąk.
2023– 2024 ks. Tadeusz Piwiński.
2024- obecnie ks. Marcin Koperski

## Kościół filialny
- Łuczyce – z inicjatywy wikariusza parafii katedralnej ks. Bronisława Markiewicza, w 1904 roku zbudowano murowany kościół, który poświęcił bp Karol Fischer[10].